# Stenopsyche bergeri
Stenopsyche bergeri är en nattsländeart som beskrevs av Martynov 1926. Stenopsyche bergeri ingår i släktet Stenopsyche och familjen Stenopsychidae. Inga underarter finns listade i Catalogue of Life.